# Elecciones federales de México de 1871
Las elecciones federales de México de 1871 se llevaron a cabo en dos jornadas, las elecciones primarias el 25 de junio de 1871 y las elecciones secundarias el 10 de julio de 1871, en ellas se eligieron los siguientes cargos de elección popular:
- Presidente de México. Jefe de Estado y de Gobierno, electo por un período de 4 años, con posibilidad de reelección inmediata, para cubrir el período 1871-1875 y del que tomaría posesión el 1 de diciembre de 1871. El candidato electo fue Benito Juárez (quien era Presidente en funciones y buscaba una reelección más).

## Elección presidencial
Las elecciones de 1871 fueron el proceso electoral que se llevó a cabo para elegir al Presidente de México que abarcaría el período de 1871-1875. En esta elección fue nuevamente reelecto el entonces Presidente en funciones Benito Juárez; Juárez recibió críticas por desear prolongarse en el poder. Muchos de sus antiguos amigos o colaboradores se habían vuelto sus críticos y deseaban que se retirara. Sin embargo, Sebastián Lerdo de Tejada insistía en presentarse a la elección, aún pese a su delicado estado de salud.
Porfirio Díaz consideró que la reelección de Juárez era indefinida y forzosa, además que la reelección era una traición a la democracia motivo por el cual se rebeló con la Revolución de La Noria en 1871.
En 1871 ya otros prominentes personajes habían manifestado su interés de postularse a la Presidencia como Porfirio Díaz (un popular militar, héroe de la lucha contra la intervención francesa) y Sebastián Lerdo de Tejada (antiguo ministro de Justicia y Relaciones Exteriores del gobierno de Juárez). Pese a esto el presidente Juárez resultó reelecto, ante esto Sebastián Lerdo de Tejada y Porfirio Díaz denunciaron un flagrante fraude electoral y este últimó llamó a un levantamiento armado mediante el Plan de la Noria con el lema; «¡Viva Porfirio Díaz! ¡Muera la reelección!», sin embargo el gobierno actuó rápidamente reprimiendo la Revolución de La Noria y pronto fue sofocada. 
Dado que ninguno de los candidatos contendientes obtuvo la mayoría absoluta de votos del colegio electoral, la elección quedó en manos de la Cámara de Diputados, misma que declaró presidente electo a Benito Juárez el 12 de octubre de ese mismo año.

### Presidente
|  | 47.22 % |

|  | 28.76 % |

|  | 23.25 % |

|  | 0.77 % |

|  | 100.00 % |